# Cañete la Real
Cañete la Real település Spanyolországban, Málaga tartományban. Cañete la Real Almargen, Teba, Ardales, El Burgo, Ronda, Cuevas del Becerro, Setenil de las Bodegas, Alcalá del Valle, Olvera, Algámitas, El Saucejo és Serrato községekkel határos. Lakosainak száma 1587 fő (2024).

## Népesség
A település népessége az elmúlt években az alábbi módon változott:
| Lakosok száma | 1812 | 1768 | 1738 | 1674 | 1691 | 1665 | 1633 | 1584 | 1598 | 1587 |
|               | 2013 | 2014 | 2015 | 2017 | 2018 | 2019 | 2020 | 2022 | 2023 | 2024 |